# Lucy Scherer

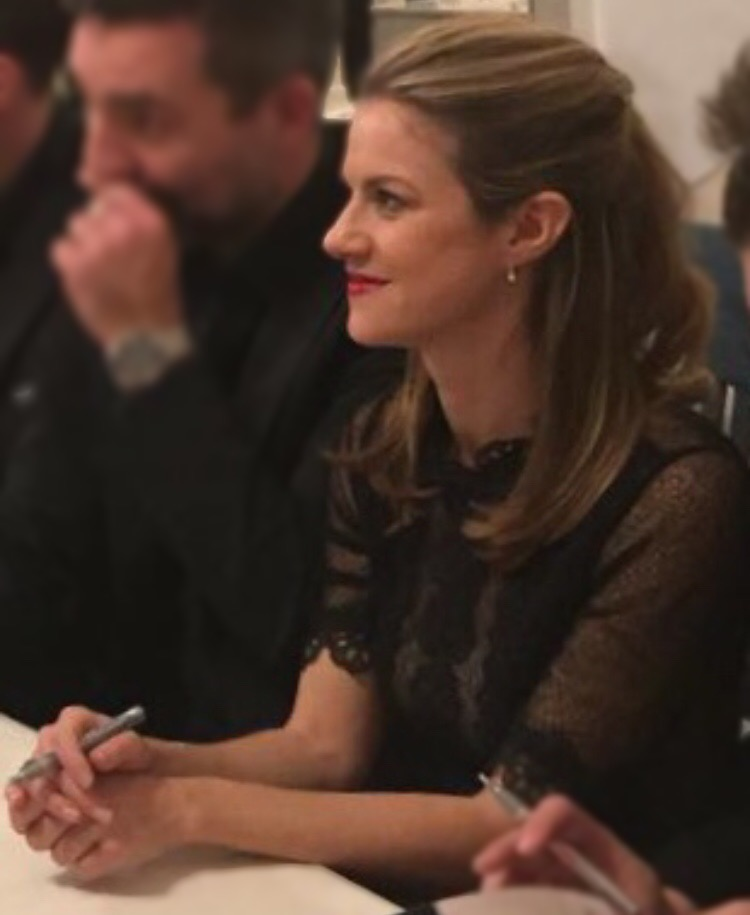
Lucy Scherer in 2017

Lucy Scherer (München, 5 april 1981) is een Duitse musicalster en actrice.

## Leven en carrière
Lucy Scherer werd geboren in München en groeide op in Regensburg. In haar kindertijd nam ze ballet- en pianolessen; later deed ze ervaring op aan het stadstheater van Regensburg. In 1998/1999 studeerde ze aan de School of Creative and Performing Arts in Cincinnati, Ohio en ontving het „Senior Diploma Musical Theatre/Dance“.  Daarna studeerde ze af aan het Albertus-Magnus-Gymnasium en ging naar de University of Arts in Berlijn waar ze musical en show studeerde. Ze ontving haar diploma in 2006 met onderscheiding. Ze heeft al in heel wat musicals een rol mogen vertolken. Ook in de televisiewereld is ze actief. In het zevende seizoen (2012-2013) van Sturm der Liebe mag Lucy Scherer in de huid kruipen van Marlene Schweitzer, de vrouwelijke hoofdfiguur in dit seizoen.

## Theatervertolkingen
- 2004: Furie in Orpheus in der Unterwelt (Hans Otto Theater, Potsdam)
- 2005–2006: Mausi in Cabaret (Bar jeder Vernunft, Berlijn)
- 2005–2006: Melanie Flut in Letterland (Neuköllner Oper, Berlijn)
- 2006–2007: Sarah in Tanz der Vampire (Theater des Westens, Berlijn)
- 2007: Eponine in Les Misérables (Theater St. Gallen)
- 2007–2010: Glinda in Wicked – Die Hexen von Oz (Palladium Theater, Stuttgart)
- 2010: Sarah in Tanz der Vampire (Palladium Theater, Stuttgart)
- 2010–2011: Lulu in Lulu – Das Musical (Tiroler Landestheater, Innsbruck)
- 2011–2012: Ich in Rebecca (Palladium Theater, Stuttgart)
- 2013: Sally Bowles in Cabaret (Tipi am Kanzleramt, Berlijn)
- 2014: Magenta in Rocky Horror Show (Domplatz Open Air Theater, Magdeburg)
- 2014–2015: Polly Catlett in Amazing Grace, Duitsland-tournee
- 2014–2015: Ottilie in Im weißen Rössl (Salzburger Landestheater)
- 2015–2016: Roxane in Cyrano (Theater Bielefeld)
- 2015–2016: Adrian in Rocky (Palladium Theater Stuttgart)
- 2016: Melanie Flut in Letterland (Neuköllner Oper, Berlijn)
- 2017: Lisa Carew in Jekyll & Hyde (muzikale komedie, Leipzig)
- 2017–2018: Rosalind Franklin/Claire Fraser in Das Molekül (Theater Bielefeld)
- 2018: Christine Colgate in Zwei hinreißend verdorbene Schurken (Theater Heilbronn)
- 2018–2019: Lili Ramada in Annie (Wizemann, Stuttgart)

## Filmografie
- 2004: Tatort - Vorstadtballade  (alleen zang) / Swosh (Music Video)
- 2008: 12 – Sie retten dein Leben - aflevering 72
- 2010-2011: Hand aufs Herz als Jenny Hartmann - afl. 73 t/m 234
- 2012-2013: Sturm der Liebe als Marlene Riedmüller (geb. Schweitzer) - afl. 1570 tem 1814
- 2018: Sturm der Liebe als Marlene Riedmüller (geb. Schweitzer) - afl. 3000 t/m 3003

## Discografie
- 2005: Letterland, Berlin
- 2005: von Freisleben
- 2007: Wicked – Die Hexen von Oz, Stuttgart, oorspronkelijke Duitse rolbezetting
- 2008: Wenn Rosenblätter fallen, studio-opname (componist: Rory Six)
- 2010: Die Tagebücher von Adam und Eva, Berlin
- 2010: Lulu das Musical – volledige opname, Innsbruck
- 2011: Hand aufs Herz, soundtrack bij de serie
- 2014: Amazing Grace, een koormusical
- 2023: Musical Friends for charity CD (Vol.2)

## Prijzen
- 2011: " German Soap Award - Fanpreis female" - Jennifer Hartmann -Hand aufs Herz
- 2012: " German Soap Award - Beste Actrice" - Marlene Schweitzer -Sturm der Liebe

- Gemeinsame Normdatei: 135468183
- International Standard Name Identifier: 0000 0000 5881 071X
- MusicBrainz: d1359c3d-df86-4413-80bc-f591297fb512
- Virtual International Authority File: 80203467
- WorldCat: E39PBJqfDVMCMQqqB9VyWwrpfq